# Cöln

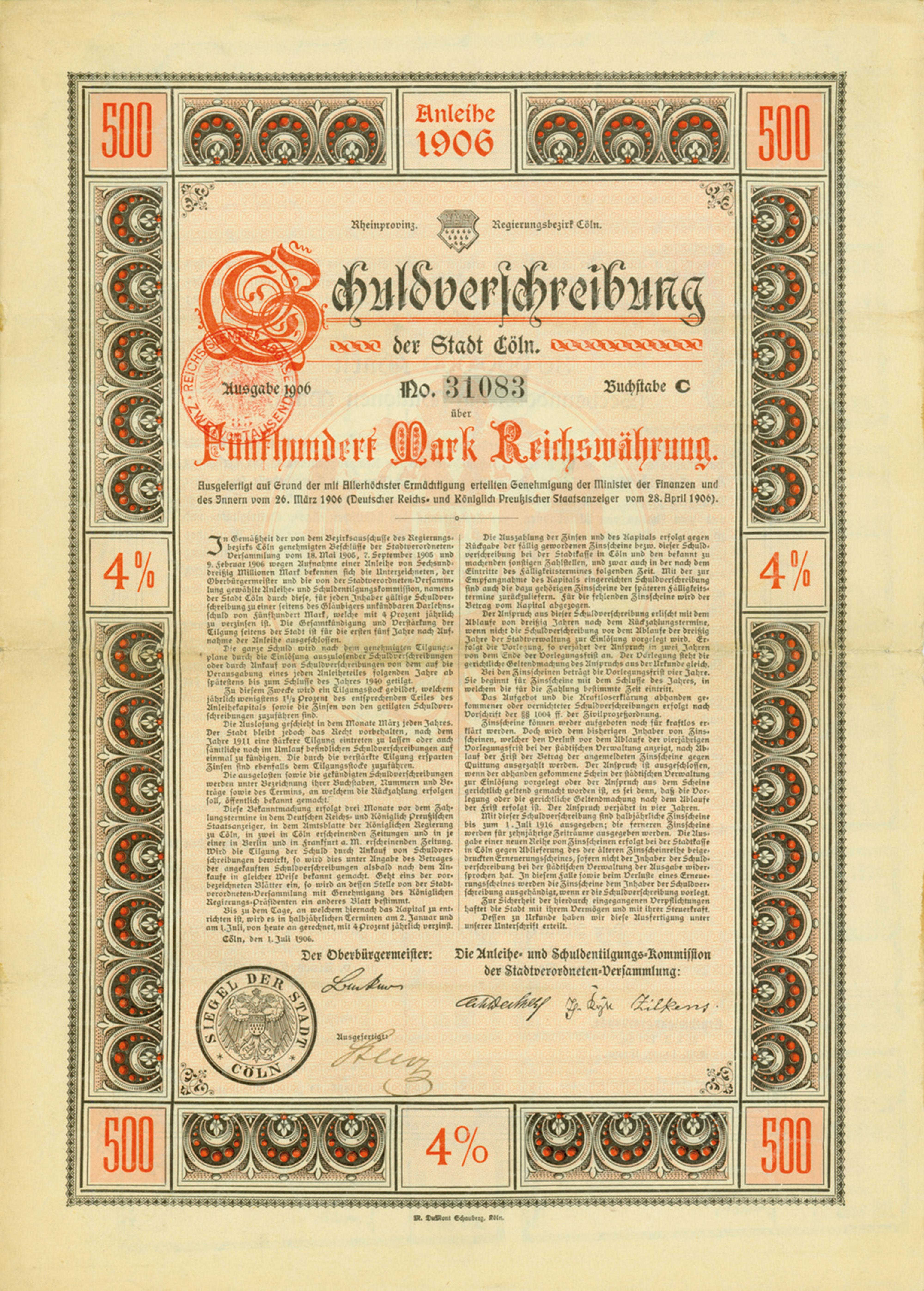
Schuldverschreibung über 500 Mark der Stadt Cöln vom 1. Juli 1906

Cöln ist eine veraltete, von 1857 bis 1919 amtlich vorgeschriebene Schreibweise von Köln.
Abgeleitet vom Namen einer römischen Kolonie in der Provinz Germania inferior (Niedergermanien), der Colonia Claudia Ara Agrippinensium (kurz CCAA, deutsch: Claudische Kolonie und Opferstätte der Agrippinensier), entstanden im Mittelalter unterschiedliche und wechselnde Schreibweisen für Köln wie Kolne, Colne, Kollen, Collen, Coellne oder Coellen, mit Beginn der Neuzeit etablierte sich Collen als Schreibweise. Da es keine allgemein gültig geregelte Rechtschreibung gab, schrieb man vor 1800 Köln sowohl mit C als auch mit K. Nach der Franzosenzeit setzte sich in Köln mehr und mehr Köln als Schreibweise durch.
Im Auftrag von König Friedrich Wilhelm IV. von Preußen führte Staatsminister Otto Theodor von Manteuffel per Reskript vom 8. September 1857 einen Erlass des Innenministers herbei, der für alle Staatsbehörden in Preußen die Schreibweise Cöln vorschrieb. Die Kölner Stadtverwaltung beschloss auf Antrag von Josef Neven DuMont am 24. Dezember 1897 die einheitliche Schreibweise Köln. Am 30. Oktober 1900 wurde diese Bestrebung der Stadt durch den Regierungspräsidenten des Regierungsbezirks Köln Hugo Samuel von Richthofen per Bescheid abgelehnt. Eine Klage der Stadt Köln wurde am 29. November 1901 abgewiesen, und die Schreibweise Cöln wurde auch für die Stadtverwaltung verbindlich vorgeschrieben.
Nach dem Ersten Weltkrieg und Ausrufen der Weimarer Republik führte am 30. Januar 1919 die Stadtverwaltung die Schreibweise Köln wieder ein, die am 10. April 1919 durch Erlass der preußischen Staatsregierung für allgemein gültig vorgeschrieben wurde.
Seitdem ist Köln mit K die gültige und amtliche Schreibweise des Namens der Stadt Köln.